# Yasutoshi Miura
Yasutoshi Miura (født 15. juli 1965) er en japansk fodboldspiller.

## Japans fodboldlandshold
| Japans landshold | Japans landshold | Japans landshold |
| År               | Kmp              | Mål              |
| ---------------- | ---------------- | ---------------- |
| 1993             | 3                | 0                |
| Total            | 3                | 0                |